# Kostel svatého Michaela (Maršíkov)
Kostel sv. Michaela v Maršíkově (Velké Losiny, okres Šumperk) je cennou renesanční roubenou stavbou z roku 1609 s pozdějšími barokními a rokokovými úpravami. Je nejstarší zachovalou lidovou stavbou na severní Moravě. Kostel s původním interiérem je kulturní památkou I. kategorie.

## Historie kostela
Na místě dnešního kostela stál starší kostel, který byl pro špatný stav stržen roku 1609. Na stavbu nového kostela byly použity dřevěné trámy ze strženého starého kostela ve Velkých Losinách. Stavba evangelického kostelíka byla dokončena ještě v tomtéž roce. Část nákladů byla hrazena z kostelní pokladny (konkrétně 187 tolarů), větší část hradili Žerotínové. Po bitvě na Bílé hoře byl Maršíkov připojen k losinské faře a kostel sv. Michaela se stal filiálním kostelem. V roce 1649 byl vysvěcen oltář se starším obrazem. V letech 1655–1657 proběhly větší úpravy, kostel byl mimo jiné vydlážděn. V letech 1776–1777 byla provedena rokoková výzdoba. V roce 1842 bylo předlážděno kněžiště. Roku 1900 byl zrušen hřbitov, který do té doby kostel obklopoval. Jedna z největších rekonstrukcí byla provedena v letech 1930–1931, kdy byl snížen terén kolem kamenných základů, kostel podezděn soklem a vyměněny uhnilé trámy (provedl maršíkovský stavitel Eduard Oth). Na rekonstrukci se finančně podílel i stát. Další opravy proběhly v padesátých letech, v roce 1964 a 1972. Kostel byl staticky zajištěn v roce 1994. Po roce 2000 proběhla oprava střech, zdiva a stropu financovaná obcí Velké Losiny.
V roce 2015 bylo při opravě střechy a věže v makovici nalezeno cínové pouzdro s listinami a novinami pocházejícími z předchozích oprav v letech 1753, 1888 a 1930.

## Popis kostela

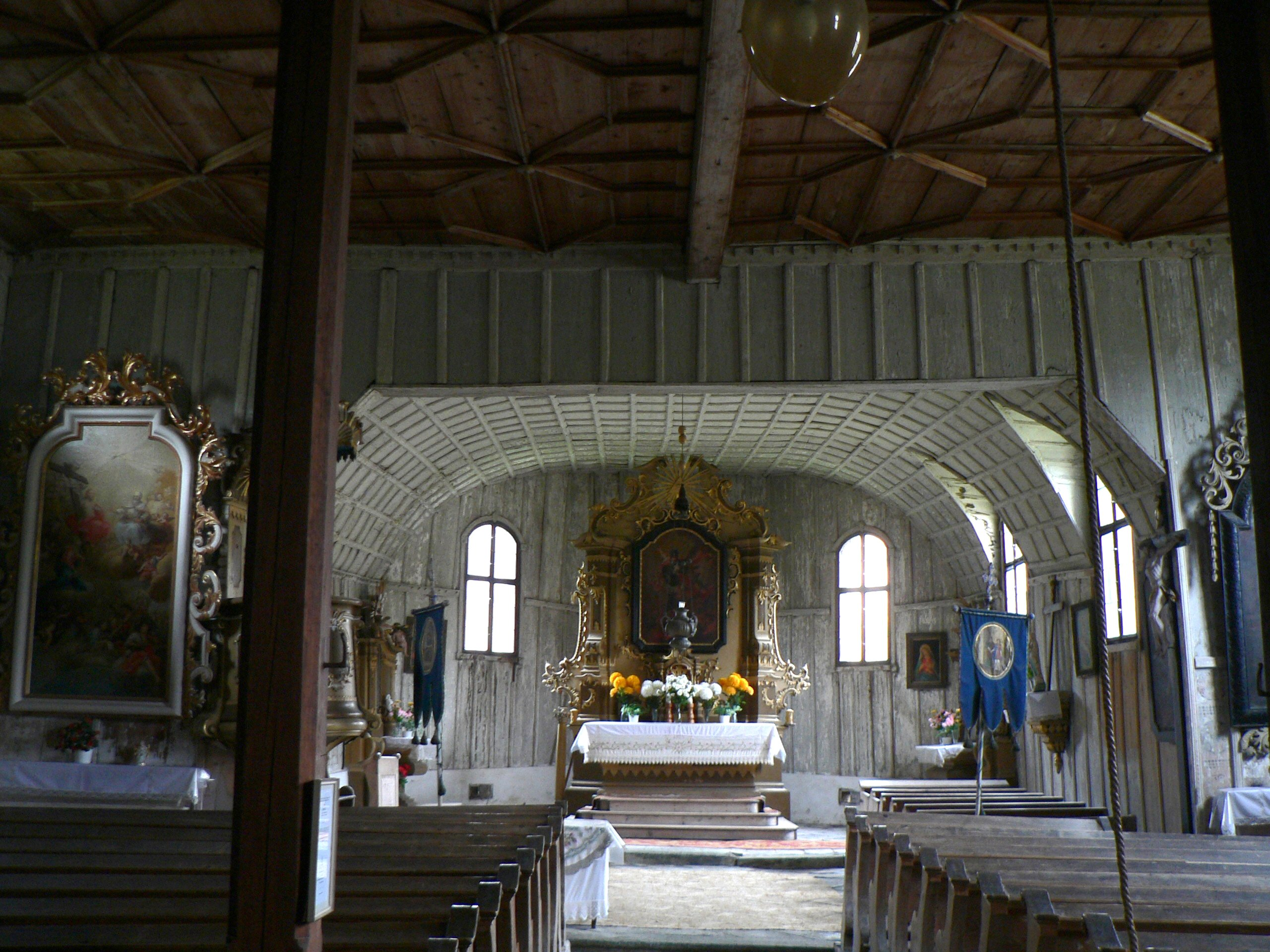
Interiér kostela s oltářním obrazem I. Raaba

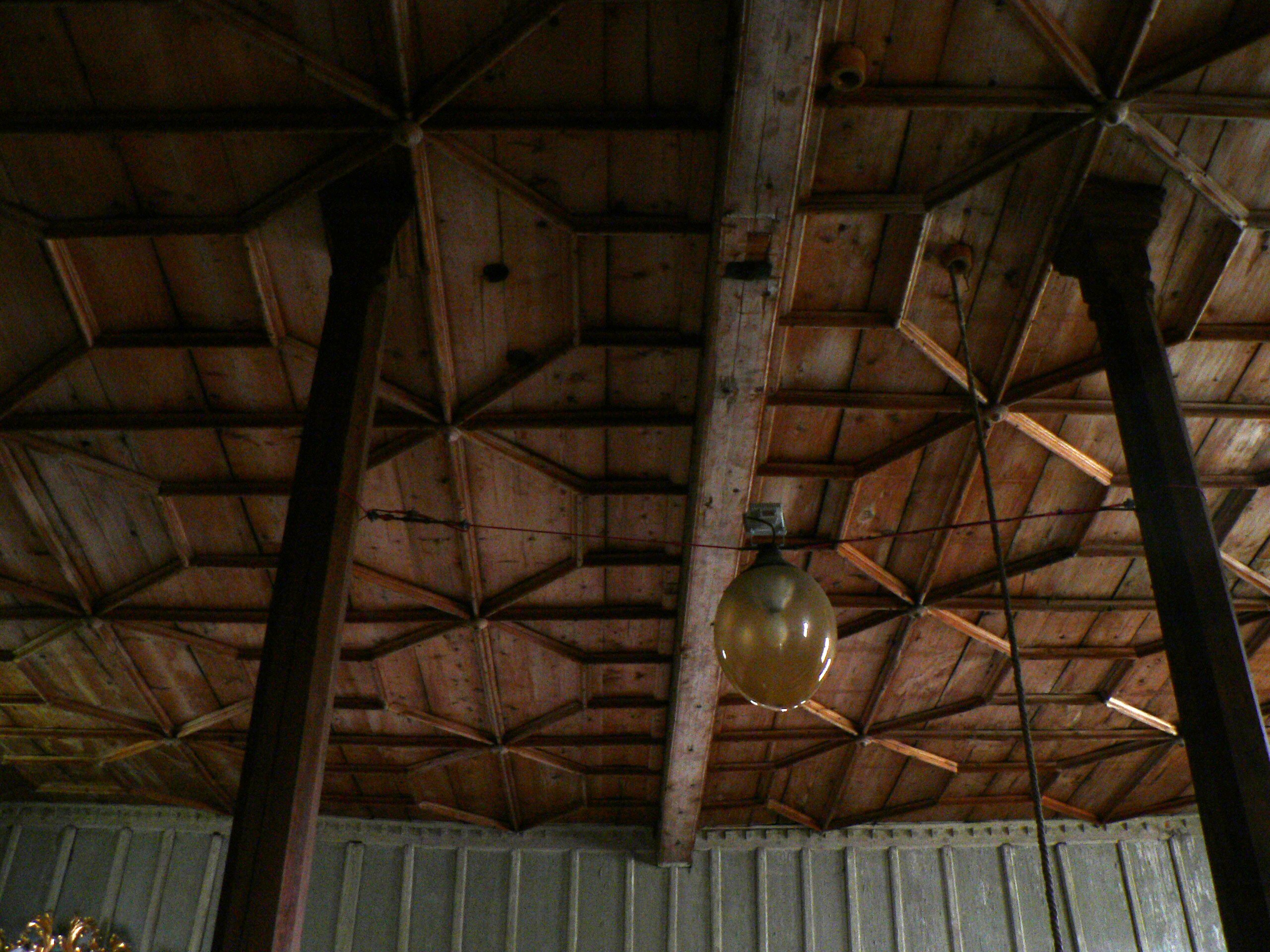
Detail stropu

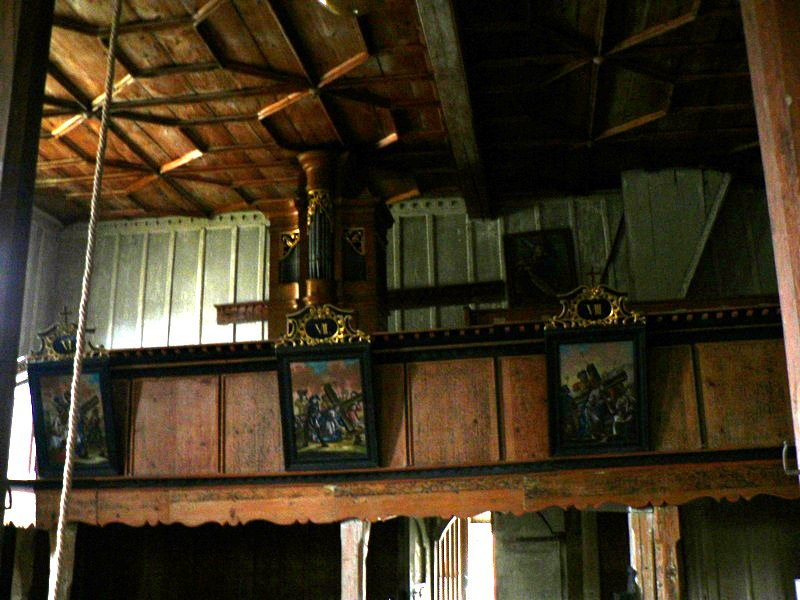
Kůr s varhanami

### Stavba
Podélný kostel s polygonálním závěrem, vestavěnou osmibokou věží nad střešním hřebenem, předsíní a sakristií na evangelijní straně ze severu. Vysoká valbová střecha je pokrytá šindelem. Vnější podoba je původní, narušena byla pouze barokním cibulovým zakončením vížky (1757), rovněž pokryté šindelem. Prostorná loď je 14 m dlouhá a 11,5 m široká, polygonálně zakončené kněžiště má hloubku 6 m. Na jeho levou stranu navazuje nízká sakristie. Hlavní vstup do kostela je chráněn malou předsíní.

### Interiér
Interiér kostela je zachovaný v původní podobě, s řadou předmětů vnitřního vybavení. Vnitřní stěny jsou obedněny prkny, spáry mezi nimi překrývají laťky. Prkna jsou zdobena renesančním ornamentem v hnědočervené a tmavě šedé barvě. Poněkud netradiční je kazetový strop lodi, členěný pravoúhlými obrazci z lišt. Strop je podepřen dvěma sloupy. Architektonickým skvostem je dřevěná klenba kněžiště – napodobuje pravou klenbu, ve střední třetině tvoří plochý strop. Klenba je zdobena mělkými kazetami, na jižní straně je obohacená dvěma lunetami. Inspirací byla s jistotu klenba kostela sv. Jana Křtitele ve Velkých Losinách. Na západě je umístěn vestavěný kůr, který spočívá na šesti vyřezávaných sloupech. V sakristii je trámový strop. V lodi je dochovaná dlažba z velikých ploten z krupníku, kněžiště bylo předlážděno (1842).

### Vnitřní vybavení
- gotický zvon neznámého stáří z původního kostela
- kropenka ze 2. poloviny 16. století (tedy rovněž z původního kostela), ve sbírkách OVM Šumperk[4]
- stříbrný kalich ctností (1614), darován Přemyslavem II. ze Žerotína, dnes ve sbírkách OVM Šumperk
- renesanční křtitelnice (1615), překrásně zdobená, ve sbírkách OVM Šumperk[4]
- raně barokní obraz Máří Magdalény, darován roku 1657 zdejším rychtářem Valentinem Gabrielem, autorem je zřejmě místní malíř Georg Bernhart
- nový oltářní obraz Archanděla Michaela (1670)
- obraz Nejsvětější Trojice (1717) na levém průčelí kněžiště, pochází z tehdy zrušené kaple Svaté Trojice nad Maršíkovem, dar hraběnky Ludviky z Lilgenau, manželky Jana Jáchyma ze Žerotína
- rokokový (hlavní) oltářní obraz Archanděla Michaela (Ignác Raab, 1782)
- rokokový boční oltář Panny Marie
- rokokový boční oltář svatého Jana Nepomuckého
- rokoková kazatelna
- rokoková socha Piety (18. století), ve sbírkách OVM Šumperk[4]
- unikátní barokní varhany od králického varhanáře Kašpara Weltzela z roku 1776; pozitiv bez pedálu s šesti manuálovými hlasy. Byly restaurovány v roce 1973 v Krnově, pouhé tři z 315 píšťal byly nahrazeny kopiemi.
- sošky adorujících andělů (1843, sochař Bernard Kutzer)
- lidové předměty – dvoukřídlá skříň pod kruchtou, věšáky na kruchtě atp.
- barokní lavice s pozůstatky papírových štítků se jmény farníků

## Využití kostela
Kostel již neslouží plně církevním účelům, mše se zde koná jednou za rok.

## Prohlídka kostela
V kostele je otevřená předsíň s možností nahlédnout přes dřevěnou mříž do interiéru.